# Wasser-alen
Wasser-alen er en længdeenhed fra Christian 4.s tid. En wasser-alen svarede formentlig til ca. 55 centimeter.